# Laura Meneses
Laura Meneses del Carpio (Arequipa, 31 de marzo de 1894 - La Habana, 15 de abril de 1973) fue una doctora en ciencias naturales y política peruano-cubana. En 1920 se convirtió en la primera latinoamericana en ser aceptada en el Radcliffe College, la entidad educativa para mujeres de la Universidad de Harvard. Fue esposa de Pedro Albizu Campos, líder de la lucha por la independencia de Puerto Rico durante el siglo XX. 

## Biografía
Laura Meneses del Carpio nació el 31 de marzo de 1894 en la ciudad de Arequipa, Perú. Fue hija de Juan Rosa Meneses del Pino y Emilia del Carpio Tupayachi.
Llevó estudios de ciencias naturales en la Universidad Nacional Mayor de San Marcos de la ciudad de Lima, destacando como una de las mejores estudiantes y obteniendo el doctorado en ciencias naturales. En 1920, ingresa al Radcliffe College, institución educativa para mujeres de la Universidad de Harvard, siendo la primera latinoamericana en ser admitida a la institución.